# Апостолически нунций
Апостолическият нунций е извънреден и пълномощен посланик на Ватикана и представител на Папата в страна, с която Светият Престол има дипломатически отношения.
Ватиканът има свои представители и в международните организации, като например ООН, Палестинска автономия, Организация на американските държави, Суверенния Малтийски орден, Африкански съюз, ЕС и Лига на арабските държави. Апостолическият нунций е най-често титулярен архиепископ. Има за задача да подпомага връзките между Ватикана и другите държави, както и между Папата и епископите в дадената страна. Нунцият има също важна роля при избирането на нови епископи.
В някои държави (най-често католическите страни в Европа и Южна Америка, но и някои протестантски като Германия и Швейцария), апостолическият нунций е също декан (председател) на дипломатическия корпус в дадената страна. Тази привилегия е призната и потвърдена от Виенските конгреси от 1815 и 1961 г.
Дипломатическите мисии на Ватикана биват апостолическа нунциатура и апостолическа делегатура. В периода 1964 – 1994 г. Светият Престол използва освен титлата „нунций“ също и титлата „пронунций“. Пронунциите също били дипломатически представители от първа класа, но те били изпращани до страните, които не признавали първенството на папския представител, който не ставал и декан на Дипломатическия корпус. Пронунцият би могъл да стане декан, но на общи основания (чрез първенство на класа и чрез най-дълъг стаж в дадената страна).
Ватикана има дипломатически отношения с всички страни по света освен с: Афганистан, Бутан, Ботсвана, Бруней, Виетнам, Китай, Коморски острови, Лаос, Мианма, Малдивски острови, Оман, Саудитска Арабия, Сомалия, Северна Корея, Тувалу, които не признават независимостта ѝ.

## Членство на Ватикана в международни организации
- Африкански съюз – от 2003 г.; в качеството на наблюдател
- Асоциация на страните от Югоизточна Азия – от 2011 г.; в качеството на наблюдател
- Съвет на Европа – от 1970 г.; в качеството на наблюдател
- Организацията на Обединените нации за прехрана и земеделие – от 1988 г.; в качеството на наблюдател
- Международна агенция за атомна енергия – от 1988 г.; в качеството на пълноправен член
- Международен комитет по военна медицина – от 1988 г.; в качеството на пълноправен член
- Международен институт за унифициране на частното право – в качеството на пълноправен член
- Лига на арабските държави – от 2000 г.; в качеството на наблюдател
- Организация на обединените нации – от 1964 г.; в качеството на наблюдател
- Организация за сигурност и сътрудничество в Европа – от 1973 г.; в качеството на пълноправен член
- Организация на американските държави – от 1978 г.; в качеството на наблюдател
- Организация на обединените нации за образование, наука и култура – от 1988 г.; в качеството на наблюдател
- Програма на Обединените нации за населените места – от 1997 г.; в качеството на наблюдател
- Организация на Обединените нации за индустриално развитие – от 1988 г.; в качеството на наблюдател
- Световна организация по туризъм – от 1988 г.; в качеството на наблюдател
- Световна търговска организация – от 1997 г.; в качеството на наблюдател
- Международен телекомуникационен съюз – от 1929 г.; в качеството на пълноправен член
- Европейски съюз за радио и телевизия – в качеството на пълноправен член-основател

## Дипломатически отношения между България и Светия престол

### История, IX – XX в.
Дипломатическите отношения между България и Светия Престол в най-ново време се установяват през 1925 г. Но взаимоотношенията между Светия престол и българската държава имат много по-стари корени. Началото може да се потърси още в средата на IX в. След неуспешни преговори с Византия за признаване на самостоятелна българска Църква цар Борис I се обръща към Рим. През лятото на 866 г. папа Николай I приема в Рим пратеничество от българския цар, в което са включени приближените до владетеля боляри Петър, Мартин и Иван. Пратеничеството се завръща обратно през есента и донася в българската столица отговорите на папата на поставените от Борис I общо 106 въпроса във връзка с основите на християнската вяра и принципното съгласие за създаването на самостоятелна българска църква. С пратеничеството от Рим в България пристигат и двама епископи – Формоза и Павел.
Особено близки са отношенията между България и Рим по времето на цар Калоян. В резултат в края на 1199 г. папа Инокентий III изпраща в столицата на Второто българско царство Търново специално пратеничество. То носи до българския цар писмо, в което се засягат въпроси за признаването на българската държава. През 1202 г. Калоян започва преговори с папата, които завършват две години по-късно с успех. Българският владетел получава титлата крал и правото да сече монети, а на българския архиепископ Василий I е дадена титлата „примас“. През ноември 1204 г. става тържествената коронация на Калоян. Сключената уния с Рим се оценява като голям дипломатически успех.
И други български владетели поддържат добри отношения с главата на Римокатолическата църква. Това продължава и след освобождението на България от османско владичество. Папа Лъв XIII има изключително отношение към България и определена визия за мястото и ролята ѝ в Югоизточна Европа. Той подчертава мисията на светите братя Кирил и Методий и за първи път ги поставя в календара на универсалната църква, което е голямо признание за българската култура и книжнина.

### История, 1925 – 1949 г.
Връзките между България и Ватикана се разширяват още повече през 1925 г., когато в София като апостолически представител пристига монсеньор Анджело Ронкали, бъдещият папа Йоан XXIII.
На 26 март 1931 г. се установява Апостолическата делегатура в София. За първи апостолически делегат е номиниран архиепископ Анджело Ронкали, бъдещ папа Йоан XXIII, апостолически представител в България в периода 1925 – 1931 г. Първата сграда на делегацията се намира на днешната улица „Анджело Ронкали“ № 2, след това е преместена на ул. „11 август“ № 6. След монсеньор Ронкали пратеник на Светия престол в София е монсеньор Джузепе Мацоли, който заема тази длъжност до смъртта си в България през 1945 г. За временно управляващ нунциатурата в София в периода 1945 – 1948 е назначен монсеньор Франческо Галони. Преди заминаването си за Италия отец Галони в края на месец юли 1946 г. представя отец Плачидо Корси, монах пасионист, за „временно управляващ Апостолическата делегация“ и иска дипломатически паспорт, който получава на 3 август 1948 г. В края на същата година отец Галони се завръща отново в България, но на 3 януари 1949 г. заминава отново за Италия, оставяйки на отец Корси да управлява нунциатурата.

### История, 1949 – 1990 г.
На 23 февруари 1949 г. българското правителство, в лицето на министъра на външните работи Васил Коларов, обявява дипломатическите отношения между Народна република България и Ватикана за несъществуващи. На 24 февруари милиционери обграждат сградата на Апостолическата нунциатура в София. Страхувайки се от насилствено нахлуване, отец Плачидо Корси пренася тайно през нощта на 24 срещу 25 февруари архива на нунциатурата в посолството на Италия. Префектът на Конгрегацията за Източните Църкви кардинал Южéн Тисерáн моли отец Корси да остане да пази имуществото на Ватикана дотогава, докато не бъде насилствено изгонен от България. На 21 януари 1950 г. „Държавна сигурност“ арестува отец Плачидо Корси, закарва го насила до Софийската централна гара, където е качен на влак за границата.

### История от 1990 г.
На 6 декември 1990 г. са възстановени официалните дипломатически отношения между България и Светия престол. От 9 юли 1991 г. в София започва да функционира Апостолическа нунциатура на Ватикана, а на 2 март 1992 г. в Рим е открито посолство на България към Светия престол.

## Представители

### Апостолически нунции в България
- архиепископ Анджело Ронкали (1925 – 1931 – представител на Светия Престол, 1931 – 1934 – Апостолически делегат)
  - отец Джакомо Теста (1932 – 1935) секретар
- архиепископ Джузепе Мацоли (1934 – 1945)
  - отец Анджело Принето (1935 – 1938) секретар
  - монс. Антонино Спина (1938 – 1939) секретар
  - монс. Вито Перони (1940 – 1942) секретар
- отец Франческо Галони (1945 – 1948 – апостолически делегат ad interim)
- монс. Франческо Галони (1948 – 1949 – шарже д'афер на апостолическата нунциатура)
- отец Плачидо Корси CP (1949 – 1950 – пазител на апостолическата нунциатура в София и всички имущества в България, собственост на Ватикана)
- архиепископ Марио Рици (1991 – 1996)
  - монс. Бернардито Клеопас Ауса (1993 – 1996) секретар
- архиепископ Бласко Франсиско Коласо (1996 – 2000)
  - монс. Джоузеф Барбиери (1997 – 1998) секретар
  - монс. Джакомо Джампетруци (1998 – 1999) секретар
  - монс. Жозе Лейте Ногейра (1999 – 2002) секретар
- архиепископ Антонио Менини (2000 – 2002)
- архиепископ Джузепе Леанца (2002 – 2008)
  - монс. Браян Убайгуе (2002 – 2003) секретар
  - монс. Браян Убайгуе (2003 – 2004) съветник
  - монс. Никола Анри Мари Дени Тевнан (2004 – 2005) съветник
- архиепископ Януш Болонек (2008 – 2013)
  - монс. Астолфо Астолфи (2008 – 2009) съветник
  - монс. Лучано Русо (2010 – 2012) съветник
  - отец Ян Малчек (2012 – 2016) секретар
- отец Ян Малчек – шарже д'афер ad interim (2013 – 2014)
- архиепископ Анселмо Гуидо Пекорари (2014-2021)
  - монс. Бодуан Бяжила Муанкембе (2016 – 2017) съветник
  - монс. Паул Бутнару (2018 – 2020) секретар
  - монс. Джорджо Кеца (2021-2024) съветник
- монс. Джорджо Кеца – шарже д'афер ad interim (2021 – 2022)
- архиепископ Лучано Суриани (от 2022)
  - монс. Николас Педро Гуиди (2024 - 2025) секретар
  - отец Кристофър Майкъл Сейлър (от 2025 г.) секретар

### Посланици на България към Светия престол
- Кирил Маричков - баща (1992 – 1998)
- Светлозар Раев (1998 – 2001)
- Владимир Градев (2001 – 2006)
- Валентин Божилов (2006 – 2009)
- Никола Калудов (2009 – 2012)
  - Стефан Бончев – III секретар (2009 – 2013)
- Стефан Бончев – временно управляващ (2012 – 2013)
- Кирил Топалов (2013 – 2019)
- Богдан Паташев (2019-2023)
- Костадин Коджабашев (от 2023)